# Kelgena minima
Kelgena minima là một loài Trichoptera trong họ Limnephilidae. Chúng phân bố ở miền Cổ bắc.